# IC 4448
IC 4448 ist eine Balken-Spiralgalaxie vom Hubble-Typ SBd im Sternbild Paradiesvogel am Südsternhimmel. Sie ist schätzungsweise 199 Millionen Lichtjahre von der Milchstraße entfernt und hat einen Durchmesser von etwa 60.000 Lj.
Das Objekt wurde am 19. Juni 1900 von DeLisle Stewart entdeckt.